# Xico (Veracruz)
Xico (auch Xicochimalco) ist eine Stadt mit ca. 20.000 Einwohnern und Hauptort einer Gemeinde (municipio) mit insgesamt ca. 40.000 Einwohnern in den Bergen des mexikanischen Bundesstaats Veracruz. Xico ist seit dem Jahr 1963 Sitz des Bistums Xico. Im Jahr 2011 wurde die Stadt wegen ihres reizvollen historischen Ortsbildes als Pueblo Mágico eingestuft.

## Lage und Klima
Die Stadt Xico liegt in den Bergen der Sierra Madre Oriental des Bundesstaats Veracruz in einer Höhe von ca. 1300 m; die Hauptstadt des Bundesstaates, Xalapa, liegt knapp 23 km (Fahrtstrecke) nordöstlich. Das Klima ist trotz der Höhenlage oft schwül und regenreich; Regen (ca. 1875 mm/Jahr) fällt hauptsächlich in den Monaten Juni bis Oktober.

## Bevölkerung
| Jahr      | 2000   | 2005   | 2010   |
| Einwohner | 14.967 | 17.231 | 18.652 |

Der überwiegende Teil der Bevölkerung ist indianischer Abstammung (Totonaken), aber es gibt auch zahlreiche Mestizen.

## Wirtschaft
Die Landwirtschaft (v. a. der Anbau von Kaffee, Mais und Gemüse) spielt die dominierende Rolle im Wirtschaftsleben der Gemeinde. Für das städtische Leben sind überdies Kleinhändler, Handwerker sowie Dienstleister aller Art von Bedeutung.

## Geschichte
Eine kleine Indio-Siedlung existierte wohl schon in vorspanischer Zeit, doch erst die spanischen Kolonialherren gründeten hier im 16. Jahrhundert einen größeren Ort mit einem regelmäßigen Straßennetz. Zu Beginn des 17. Jahrhunderts entstand die Kirche Santa María Magdalena. Im Jahr 1963 wurde die Stadt Sitz eines Bischofs.

## Sehenswürdigkeiten
- Ortsbild mit geradlinig verlaufenden Straßen mit zumeist ein- und zweigeschossigen Häusern
- Iglesia de Santa María Magdalena (17. Jh.)
- Catedral de Nuestra Señora de la Asunción (19. Jh.)
- Capilla de Cristo Rey (19. Jh.)[3]

Umgebung
- Kaffeeplantagen, Bergwälder und Wasserfall (Cascada de Texolo)